# هایکو میر
هایکو میر (انگلیسی: Heiko Meyer؛ زادهٔ ۲ december ۱۹۷۶ (۴۸ سال)) ورزشکار شیرجه اهل آلمان است.
از باشگاه‌هایی که در آن بازی کرده‌است می‌توان به باشگاه فوتبال درسدنر اشاره کرد.
وی در مسابقات کشوری و بین‌المللی در مجموع برندهٔ ۲ مدال نقره، ۲ مدال برنز شده‌است.